# 古斯達禾·施華
古斯達禾·哥迪奧·達施華（Gustavo Claudio da Silva，1988年8月20日－），生於巴西里約熱內盧，巴西足球運動員，司職防守中場，現時效力泰國超級足球聯賽球隊泰國本田。

## 球員生涯
古斯達禾生於巴西里約熱內盧，於2013年1月加盟公民，其中助球隊於高級組銀牌打入決賽，最終僅以互射十二碼不敵和富大埔奪亞軍，2013年6月，古斯達禾轉會升班馬元朗，期間獲教練陳浩然轉型試踢左後衛，最終踢回防守中場位置，於2015/16球季再次帶領元朗打入2016年5月15日的足總盃決賽，最終與香港飛馬於法定時間賽和以1–1，不過古斯達禾在互射十二碼第五輪宴客，結果令元朗失落足總盃冠軍，在季尾離隊回歸巴西加盟維羅體育，直到泰國本田在2017年5月30日宣佈簽入古斯達禾。

## 外部連結
- 香港足球總會網頁球員註冊資料 （页面存档备份，存于）